# Gyalectaceae
Gyalectaceae is een botanische naam voor een familie van korstmossen behorend tot de orde Gyalectales. Het typegeslacht is Gyalecta.

## Geslachten
De familie bestaat uit de volgende drie geslachten:
- Gyalecta Ach. (1808) – 134 soorten
- Ramonia Stizenb. (1862) – 32 soorten
- Semigyalecta Vain. (1921) – 1 soort

In 2019 werd het geslacht Cryptolechia samengevoegd met Gyalecta.